# 슈츠 (대한민국의 드라마)
《슈츠》는 2018년 4월 25일부터 2018년 6월 14일까지 KBS 2TV에서 방영된 한국방송공사 수목 미니시리즈이며 미국 드라마 《슈츠》(Suits)의 리메이크작이다.
한편, 해당 드라마의 외주 제작사인 몬스터유니온이 KBS미디어의 드라마 제작 부문을 양수 한 뒤 오랜만에 외주제작한 KBS 드라마였는데 장동건(최강석 역)이 해당 작품을 통해 KBS 나들이를 했다.

## 줄거리
대한민국 최고 로펌의 전설적인 변호사와 괴물 같은 기억력을 탑재한 신입 변호사의 브로맨스를 그린 법률 드라마.

## 제작진

### 연출
- 김진우

### 극본
- 김정민

## 등장 인물

### 주요 인물
- 장동건 : 최강석 역 - 법무법인 강&함 수석 파트너 변호사 (시니어 파트너)
- 박형식 : 고연우 역 - 법무법인 강&함 신입 변호사 (어쏘시에잇)
- 진희경 : 강하연 역 - 법무법인 강&함 대표변호사 (대표 파트너)
- 채정안 : 홍다함 역 - 법무법인 강&함 법률비서
- 고성희 : 김지나 역 - 법무법인 강&함 법률보조 사무주임 (패러리걸)
- 최귀화 : 채근식 역 - 법무법인 강&함 파트너 변호사 (주니어 파트너)

### 법무법인 강&함 사람들
- 김영호 : 함기택 역 - 법무법인 강&함 대표 변호사
- 이태선 : 서기웅 역 - 어쏘시에잇 2년차 변호사

### 고연우의 사람들
- 이상이 : 박철순 역 - 클럽 매니저, 고연우의 절친
- 이시원 : 강세희 역 - 애견 미용사, 철순의 전 여친
- 예수정 : 조여사 역 - 고연우의 할머니

### 그 외 인물
- 최유화 : 제이 역
- 박진영 : 조의원 역
- 김종구 : 조성그룹 박명환 회장 역
- 이철
- 구다영
- 이재은
- 이설구
- 허웅
- 강현정
- 서동갑
- 정종우
- 서정준
- 김민섭
- 손동화 : 면접남 역
- 박종무
- 정유근 : 어린 최강석 역
- 강태웅 : 어린 고연우 역
- 황태광 : 유창준 사장 소송대리 황변호사 역
- 김정팔 : 금정디지텍 유창준 사장 역
- 박용
- 유주하
- 백상희 : 백은영 역
- 권혁 : 남명학 역 - 서주항공 상무, 성유진의 남편, 나주희 변호사의 이혼 소송 의뢰인
- 정애연 : 성유진 역 - 서주항공 대표이사, 최강석의 이혼 소송 의뢰인
- 최정선
- 임욱진
- 이아진 : 배여사 며느리 역
- 변건우 : 세희가 입원한 응급실 의사 역
- 백강
- 김중기 : 이진석 역 - 녹시케미칼 피해자 소송 대표
- 남윤서
- 남문철 : 김형범 역 - 강대표 전남편, 유미제약대표
- 손석구 : 데이빗 킴(김건) 역
- 서윤아 : 윤세미 역- 법무법인 강&함 어쏘 변호사
- 이정구 : 법무법인 강&함 어쏘 어변호사 역
- 기연호
- 서광재 : 판사 역
- 김학선 : 방추성 역 - 남영회계법인 상무
- 남기애 : 심영주 역 - 남영회계법인 대표
- 이정혁 : 김진규 역 - 김민주 살인사건 목격자
- 장인섭 : 장석현 역 - 김민주 살인 용의자
- 박신우 : 한선태 역 - 김민주 살인사건 진범
- 조승연 : 허정 검사 역
- 장유상 : 박준규 역 - 교통사고 가해자
- 정두겸 : 판사 역
- 한여울 : 김민주 역 - 살인사건 피해자
- 이수인 : 이정인 역
- 이영숙
- 박미숙 : 전미주 역 - 유미제약 재정총괄이사
- 김푸름 : 이민주 역 - 녹시케미컬 피해자대표 딸
- 윤단비 : 곽성화의 누나 역
- 송지호 : 곽성화 역 - 교통사고 사망 피해자
- 손여은 : 김문희 검사 역
- 김왕근
- 성기윤 : 홍재덕 역 - 정안출판사 대표
- 한기중
- 황인준
- 손경원 : 한유석 역
- 이아인 : 강아영 역 - 유노자동차 사고피해자 강영호의 딸
- 김선경 : 조은수 역 - 법무법인 김&조 대표변호사. 김지나의 어머니

### 특별출연
- 이이경 : 박준표 역 - 박회장의 사고뭉치 재벌2세 아들
- 전노민 : 오병욱 역 - 서울중앙지검 차장검사
- 장신영 : 나주희 변호사 역 - 강석의 전 연인
- 비와이 : 비와이 역
- 손숙 : 순환기업 배주자 여사 역

## 시청률
최저 시청률과 최고 시청률은 시청률 조사회사와 지역별로 시청률에 차이가 있을 수 있습니다.
| 2018년      | 2018년      | 2018년                                                                             | 2018년         | 2018년       | 2018년         | 2018년       |
| 회차        | 방송일      | 부제 (서브 타이틀)                                                                 | TNmS 시청률    | TNmS 시청률  | AGB 시청률     | AGB 시청률   |
| 회차        | 방송일      | 부제 (서브 타이틀)                                                                 | 대한민국(전국) | 서울(수도권) | 대한민국(전국) | 서울(수도권) |
| ----------- | ----------- | ---------------------------------------------------------------------------------- | -------------- | ------------ | -------------- | ------------ |
| 제1회       | 4월 25일    | 운명을 결정짓는 건 우연이 아니라 선택이다.                                         | 8.2%           | 8.3%         | 7.4%           | 7.5%         |
| 제2회       | 4월 26일    | 주사위를 던질 기회가 왔다면 주저 말고 던져라. 던지는 순간 최소한 한 칸은 전진한다. | 7.7%           | 7.9%         | 7.4%           | 7.0%         |
| 제3회       | 5월 2일     | 진실의 얼굴 뒤에는 언제나 어두운 이면이 존재한다. 그러므로...                      | 8.0%           | 8.2%         | 9.7%           | 10.6%        |
| 제4회       | 5월 3일     | ...그러므로, 진실이 얼굴을 드러낸다고 항상 승리하는 것은 아니다.                   | 8.4%           | 8.9%         | 9.7%           | 10.2%        |
| 제5회       | 5월 9일     | 하이에나를 잡으려면 썩은 고기를 미끼로 써야 한다.                                  | 7.8%           | 8.0%         | 8.9%           | 9.1%         |
| 제6회       | 5월 10일    | 같은 물을 마시지만 소는 우유를 만들고, 뱀은 독을 만든다.                           | 6.5%           | 6.8%         | 7.9%           | 7.7%         |
| 제7회       | 5월 16일    | 정의라는 칼에는 칼집이 필요 없는가?                                                | 7.8%           | 7.9%         | 8.8%           | 8.7%         |
| 제8회       | 5월 17일    | 정의란 각자가 당연히 받아야 할 것을 돌려주는 것이다.                               | 6.8%           | 7.2%         | 7.4%           | 7.1%         |
| 제9회       | 5월 23일    | 과거로 돌아가 새롭게 시작할 순 없지만 현재로부터 새로운 결말을 맺을 순 있다.       | 10.3%          | 10.7%        | 9.9%           | 9.5%         |
| 제10회      | 5월 24일    | 당신의 가치를 증명하는 건 어떤 종류의 위험을 감수하느냐에 달려있다.                | 10.3%          | 10.5%        | 9.6%           | 9.2%         |
| 제11회      | 5월 30일    | 악마를 삼키려면 뿔까지 목구멍으로 넘겨야 한다.                                     | 8.8%           | 9.1%         | 8.8%           | 8.5%         |
| 제12회      | 5월 31일    | 이상을 맹신하면, 현실에 배신 당한다.                                               | 8.7%           | 8.9%         | 9.8%           | 9.7%         |
| 제13회      | 6월 6일     | 거짓말이라는 날개를 달고 이륙한 순간 착륙은 없다.                                  | 8.7%           | 9.0%         | 8.4%           | 8.8%         |
| 제14회      | 6월 7일     | 비밀을 지키는 가장 완벽한 방법은 아무에게도 말해주지 않는 것이다.                  | 9.6%           | 10.1%        | 9.2%           | 9.7%         |
| 제15회      | 6월 13일    | 목적지를 잃었을 땐, 걸어온 길을 돌아보라.                                          | 9.1%           | 9.4%         | 9.1%           | 9.5%         |
| 제16회      | 6월 14일    | 삶은 당신에게 목적지를 알려주지 않는다. (최종회)                                   | 10.0%          | 10.6%        | 10.7%          | 11.3%        |
| 평균 시청률 | 평균 시청률 | 평균 시청률                                                                        | 8.5%           | 8.8%         | 8.9%           | 9.1%         |

## 수상
- 2018년 KBS 연기대상 미니시리즈 부문 남자 우수상 장동건
- 2018년 KBS 연기대상 네티즌상 박형식
- 2018년 제11회 코리아 드라마 어워즈 여자 우수연기상 채정안

## 편성 변경
- 2018년 6월 13일 : 제7회 전국동시지방선거 개표 방송 사정상, 단독으로 방영되었다.

## 동시간대 드라마
- MBC 수목 미니시리즈

《손 꼭 잡고, 지는 석양을 바라보자》 (2018년 3월 21일 ~ 2018년 5월 10일)
《이리와 안아줘》 (2018년 5월 16일 ~2018년7월19일 )
- SBS 드라마 스페셜

《스위치 - 세상을 바꿔라》 (2018년 3월 28일 ~ 2018년 5월 17일)
《훈남정음》 (2018년 5월 23일 ~2018년7월19일 )

## 참고 사항
- 최귀화, 전노민은 KBS2 주말 드라마 《황금빛 내 인생》 이후로 1년 만에 재회하는 작품이다.
- 손석구, 전노민은 SBS 특집 드라마 《나청렴의원 납치사건》 이후로 2년 만에 재회하는 작품이다.
- 몇몇 배우들은 최종 보스 악역으로 열연한 적이 있다. 택시운전사 + 늑대사냥 최귀화, 범죄도시2 손석구, 다시 시작해 + 세 번째 결혼 전노민

## 같이 보기
- 대한민국의 텔레비전 드라마 목록 (ㅅ)
- 2018년 대한민국의 텔레비전 드라마 목록